# كلاوديو لوسواردي
كلاوديو لوسواردي (بالإيطالية: Claudio Lusuardi)‏ مواليد 30 ديسمبر 1949 في مودينا، هو متسابق دراجات نارية إيطالي. نافس في سباقات بطولة العالم لفئة 125 سي سي ولفئة 50 سي سي. بدأ المنافسة في بطولة الجائزة الكبرى سنة 1972. أفضل موسم له كان موسم سنة 1982 عندما جاء في المركز الثالث في بطولة العالم لفئة 50 سي سي.